# Lista de canções gravadas por Shakira

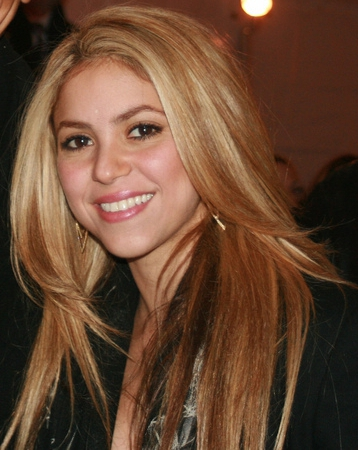
Shakira em 2009.

A discografia da cantora e compositora pop colombiana Shakira consiste em dez álbuns de estúdio, três álbuns de compilações, quatro álbuns ao vivo e dois álbuns promocionais. Shakira também lançou 39 singles, dois extended plays, 35 videoclipes e quatro DVDs de música. Shakira lançou dois álbuns promocionais, Magia (1990) e Peligro (1993), antes de lançar seu álbum de estréia, Pies Descalzos em 1996. Ele estreou em primeiro lugar em oito países diferentes e vendeu cinco milhões de cópias em todo o mundo. O álbum gerou seis singles "Estoy Aquí", "¿Dónde Estás Corazón?", "Pies Descalzos, Sueños Blancos", "Un Poco de Amor", "Antología" e "Se Quiere, Se Mata". No ano seguinte, um álbum de remixes, intitulado simplesmente The Remixes foi lançado, com remixes de suas canções. O segundo álbum de estúdio de Shakira Dónde Están los Ladrones? foi lançado em setembro de 1998. o álbum estreou no número 131 na Billboard 200 e vendeu 7 milhões de cópias em todo o mundo, Oito das onze faixas do álbum torna-se single: "Ciega, Sordomuda", "Si Te Vas", "Tú", "Inevitable", "Octavo Día", "Moscas en la Casa", "No Creo" e "Ojos Así".
O primeiro álbum ao vivo de Shakira, MTV Unplugged, foi lançado em fevereiro de 2000 e alcançou o primeiro lugar na lista dos Top Albums Latinos dos EUA. No ano seguinte, ela lançou seu terceiro álbum de estúdio e primeiro a incluir músicas em inglês, Laundry Service. O álbum se tornou o álbum mais vendido de 2002; vendendo mais de 15 milhões de cópias em todo o mundo Sete canções do álbum se tornou singles internacionais: ""Whenever, Wherever", "Underneath Your Clothes", "Objection (Tango)", "The One", "Poem to a Horse", "Te Dejo Madrid" e "Que Me Quedes Tú", em seguida Grandes éxitos foi lançado em novembro de 2002 e alcançou o primeiro lugar na parada Hot Latin Tracks dos EUA. Shakira lançou seu segundo álbum ao vivo, Live & off the Record, em março de 2004, onde também cantou a música do "Back in Black" do AC/DC.
Seu quarto álbum de estúdio, e terceiro inteiramente em espanhol, Fijación Oral Vol. 1 foi em junho de 2005. O álbum vendeu 4 milhões de cópias em todo o mundo. Ele estreou em #4 na Billboard 200 e foi certificado com o disco 11 × Platina, tornando - se um dos álbuns mais vendidos em língua espanhola nos Estados Unidos. Cinco singles foram lançados do álbum: "La Tortura", "No", "Día De Enero", "La Pared" e "Las de la Intuición". Seu primeiro álbum de estúdio em inglês, Oral Fixation Vol. 2, foi lançado em novembro de 2005. O álbum já vendeu mais de oito milhões de cópias em todo o mundo. Três singles foram lançados do álbum: "Don't Bother", "Hips Don't Lie" e "Illegal". Um boxset dos dois volumes de Fixação Oral foi lançado em dezembro de 2006, sob o nome Oral Fixation Volumes 1&2.
Shakira lançou seu terceiro álbum de estúdio Inglés, e em sexto no geral, She Wolf, em outubro de 2009. Foram quatro singles lançados do álbum, " She Wolf ", "She Wolf", "Did It Again", "Give It Up to Me", e "Gypsy" vendeu cerca de 2 milhões de cópias em todo o mundo. Seu quarto álbum de estúdio em espanhol, sétimo no geral, Sale el Sol foi lançado em outubro de 2010. Cinco singles foram lançados do álbum; "Loca", "Sale el Sol", "Rabiosa", "Antes De Las Seis" e "Addicted To You". O álbum vendeu mais de 4,000,000 cópias em todo mundo.
Shakira vendeu mais de 70 milhões de álbuns em todo o mundo.

## Músicas lançadas

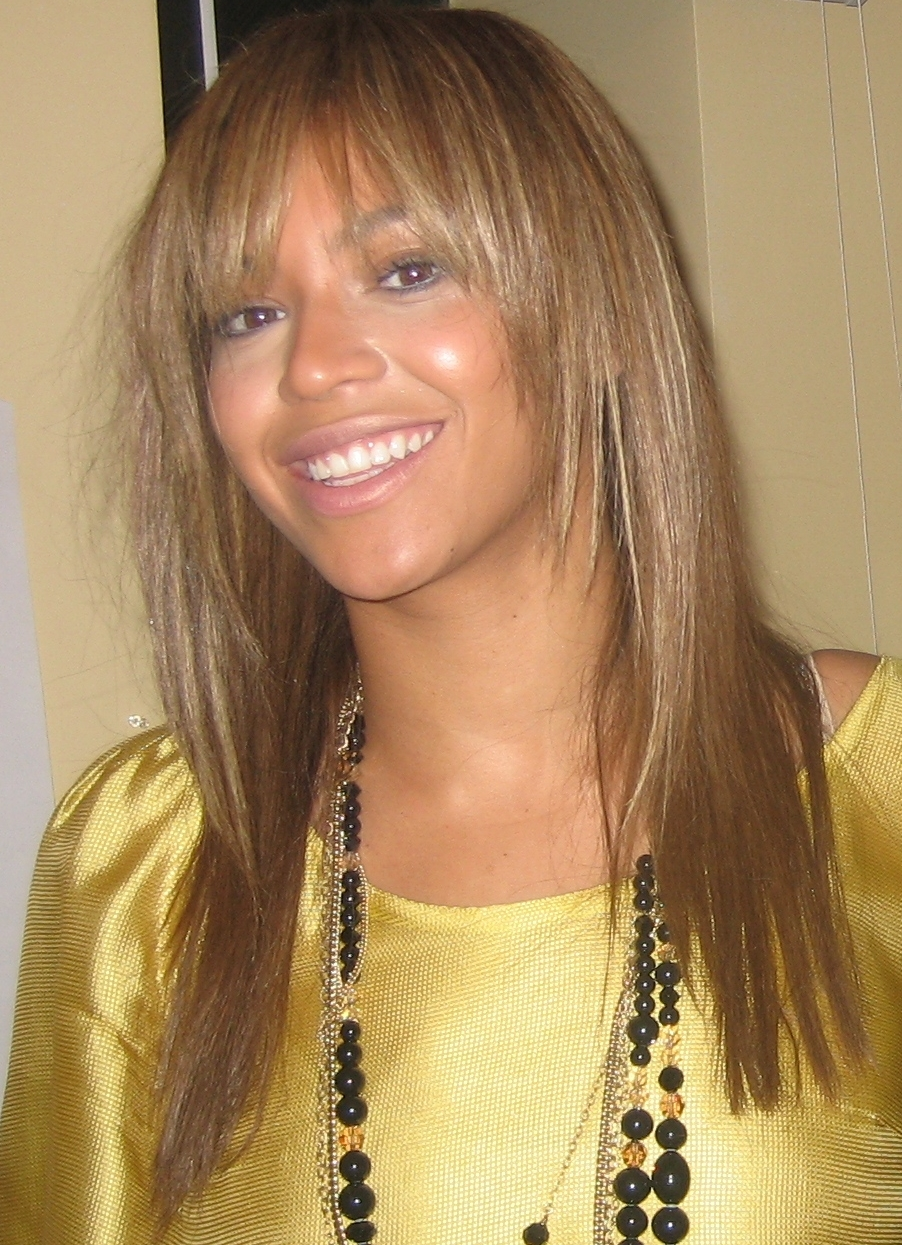
Beyoncé Knowles (foto) e Shakira gravaram suas respectivas partes em estúdios separados em 2007, elas acabaram se conhecendo somente na gravação do o videoclipe.

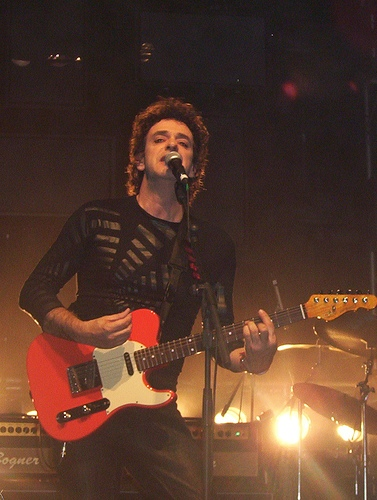
Gustavo Cerati (foto) é um dos colaboradores e escritor de músicas como "Devoción", "Día Especial" "No" e "Tu Boca".

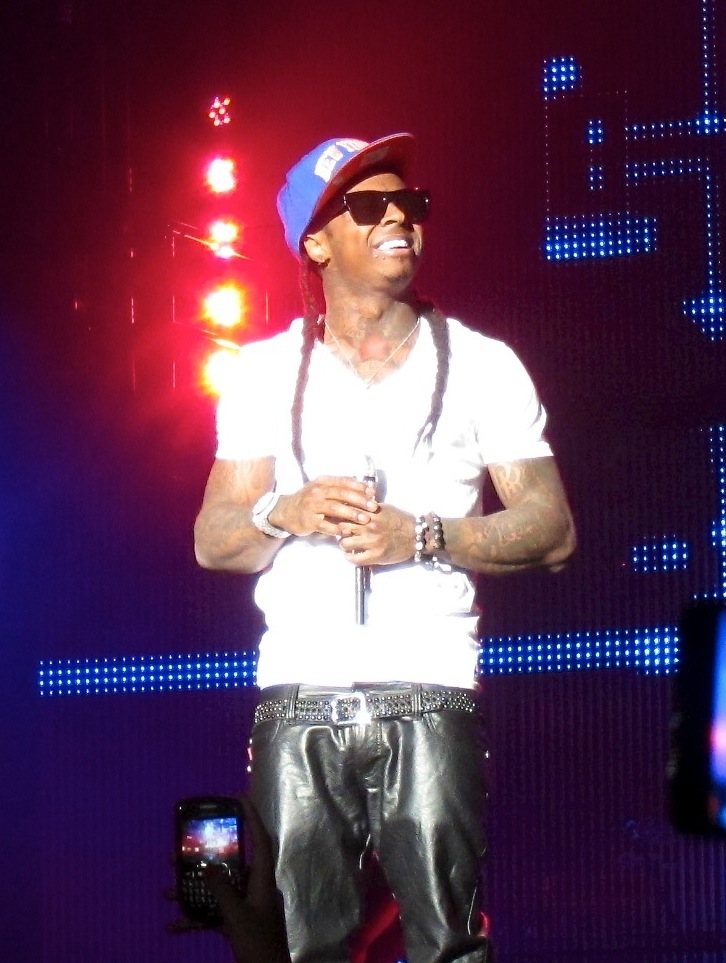
Lil Wayne (foto) é o artista convidado e escritor de "Give It Up To Me".

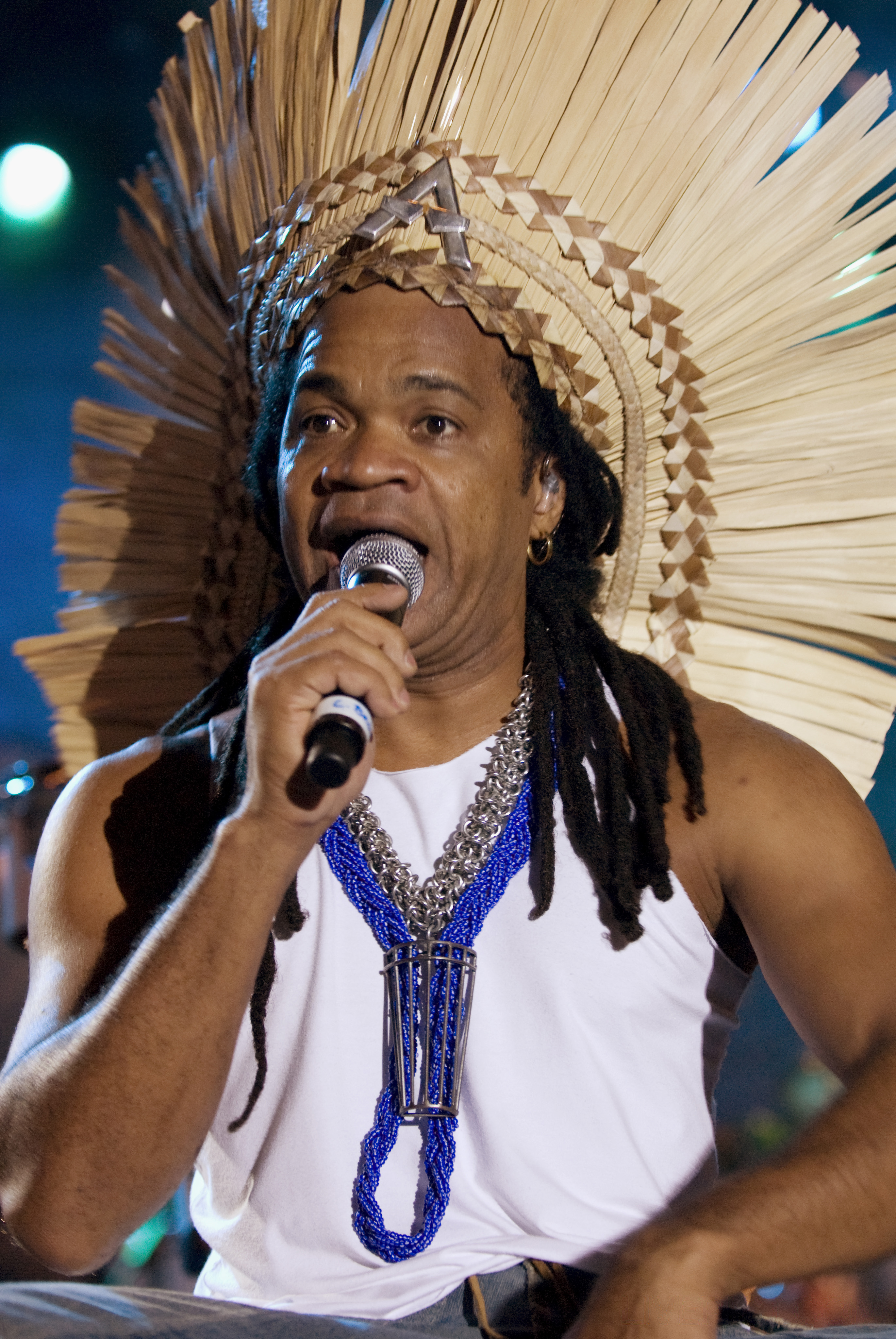
O cantor brasileiro Carlinhos Brown (foto) participou de "La la la (Brasil 2014)".

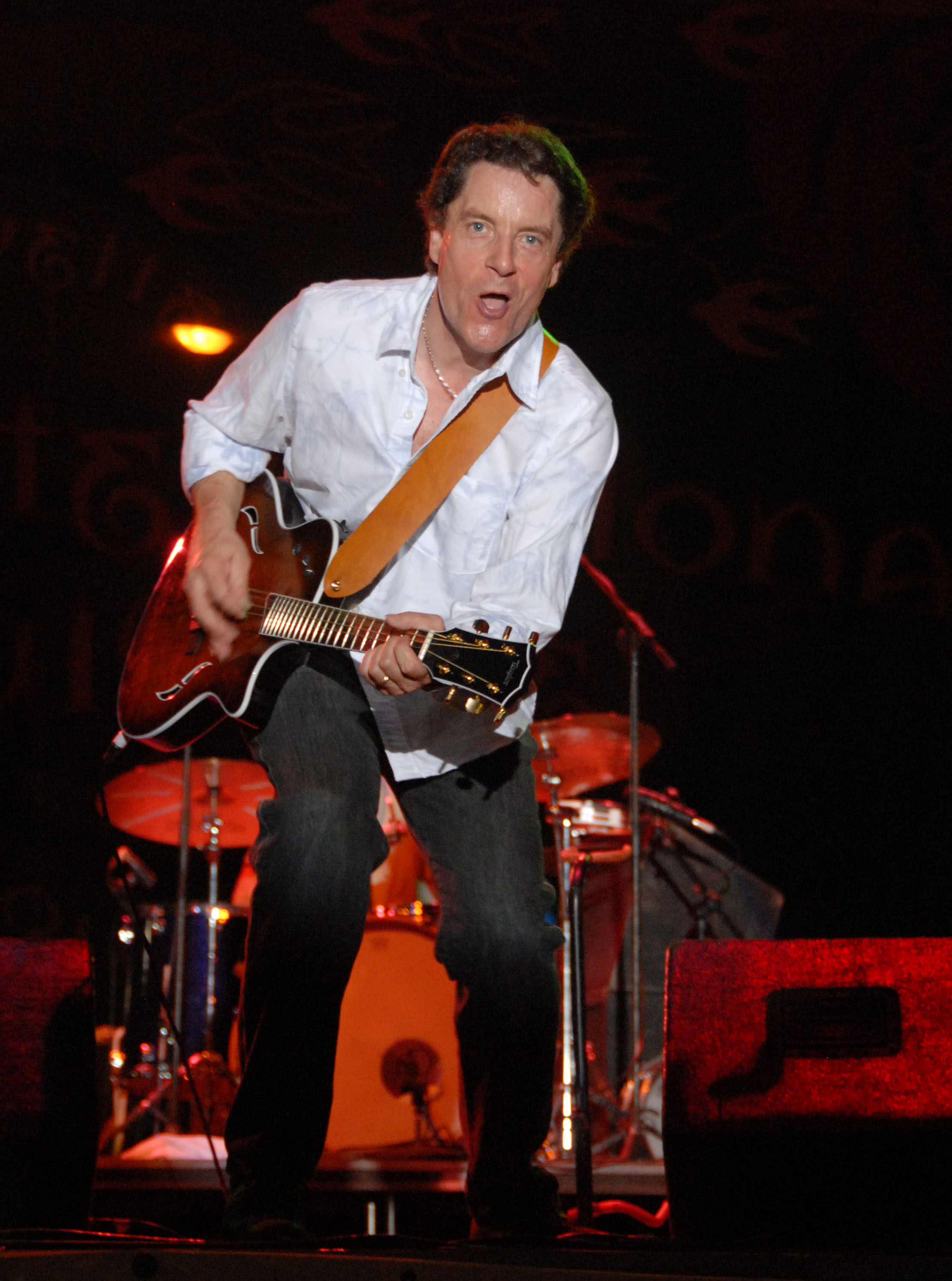
Francis Cabrel (foto) é o escritor de sua canção "Je l'aime à mourir", em 2011 Shakira fez cover da canção para lançamento como single de seu álbum ao vivo Shakira: Live from Paris.

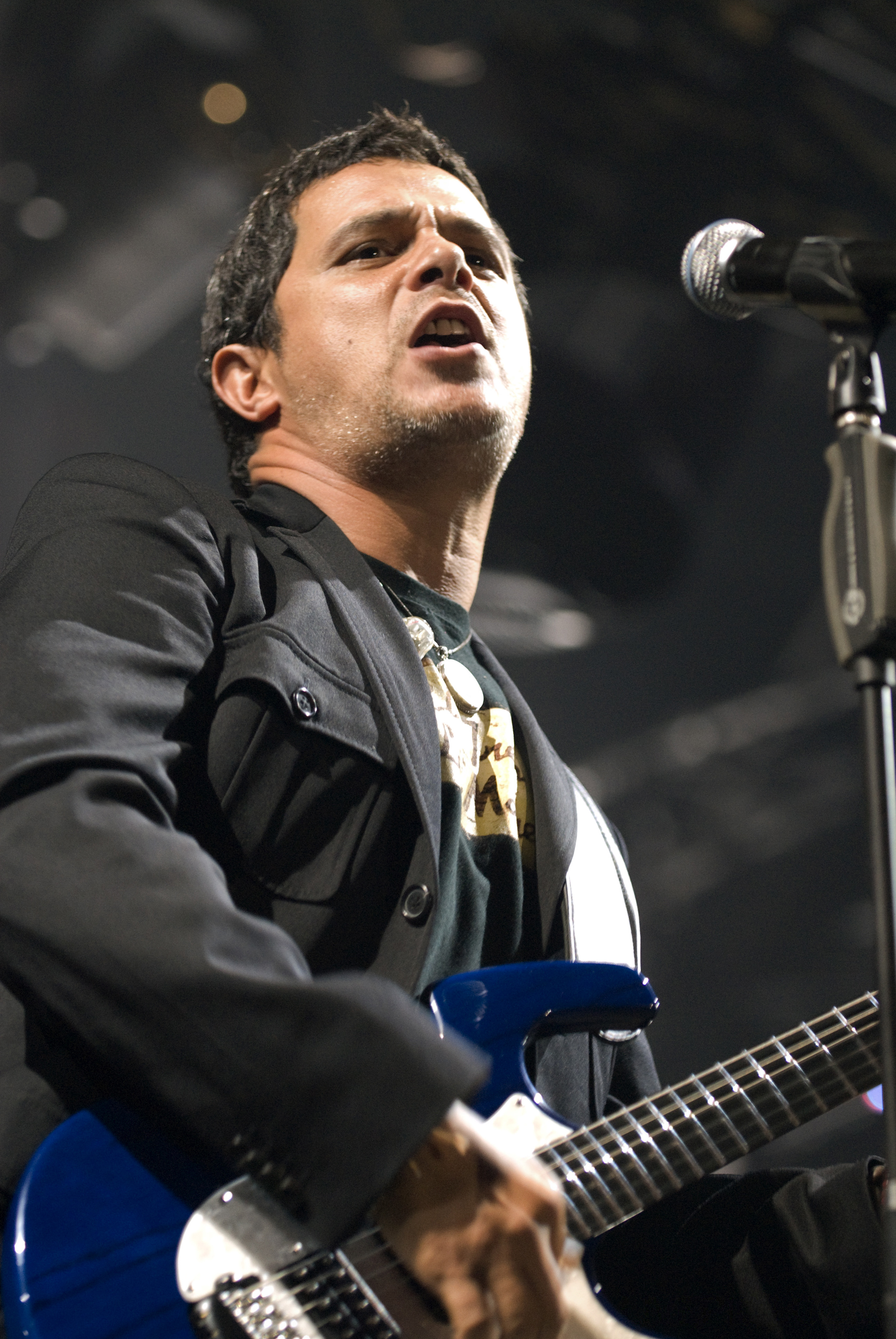
Alejandro Sanz (foto) é o artista de destaque em "La Tortura" lançado em 2005, depois que Shakira e Sanz gravaram "Te Lo Agradezco, Pero No" lançado em 2007.

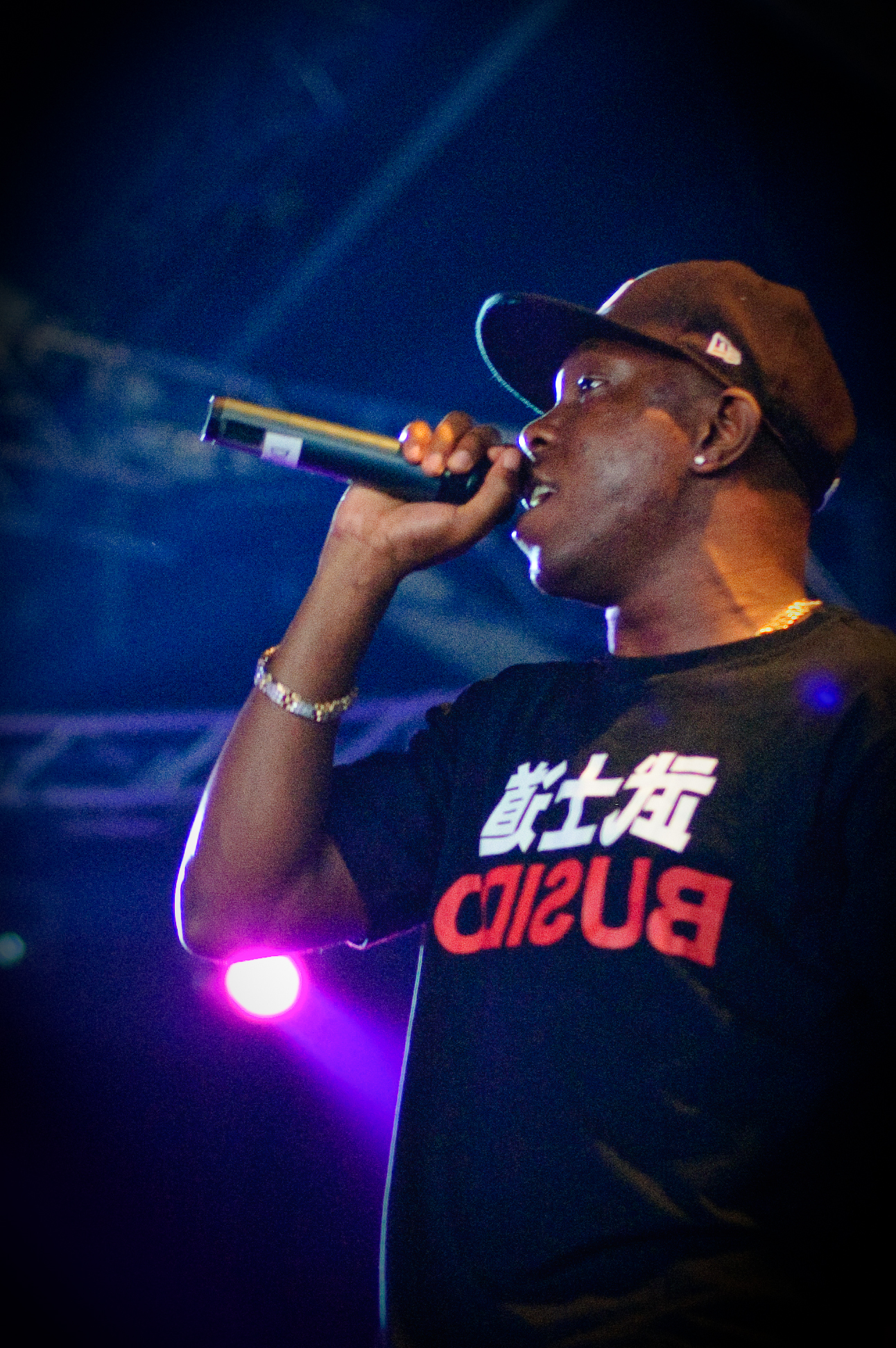
"Loca" contém versões em inglês e espanhol, versão em inglês inclui a colaboração de Dizzee Rascal (foto), enquanto a versão em espanhol contém a colaboração de El Cata.

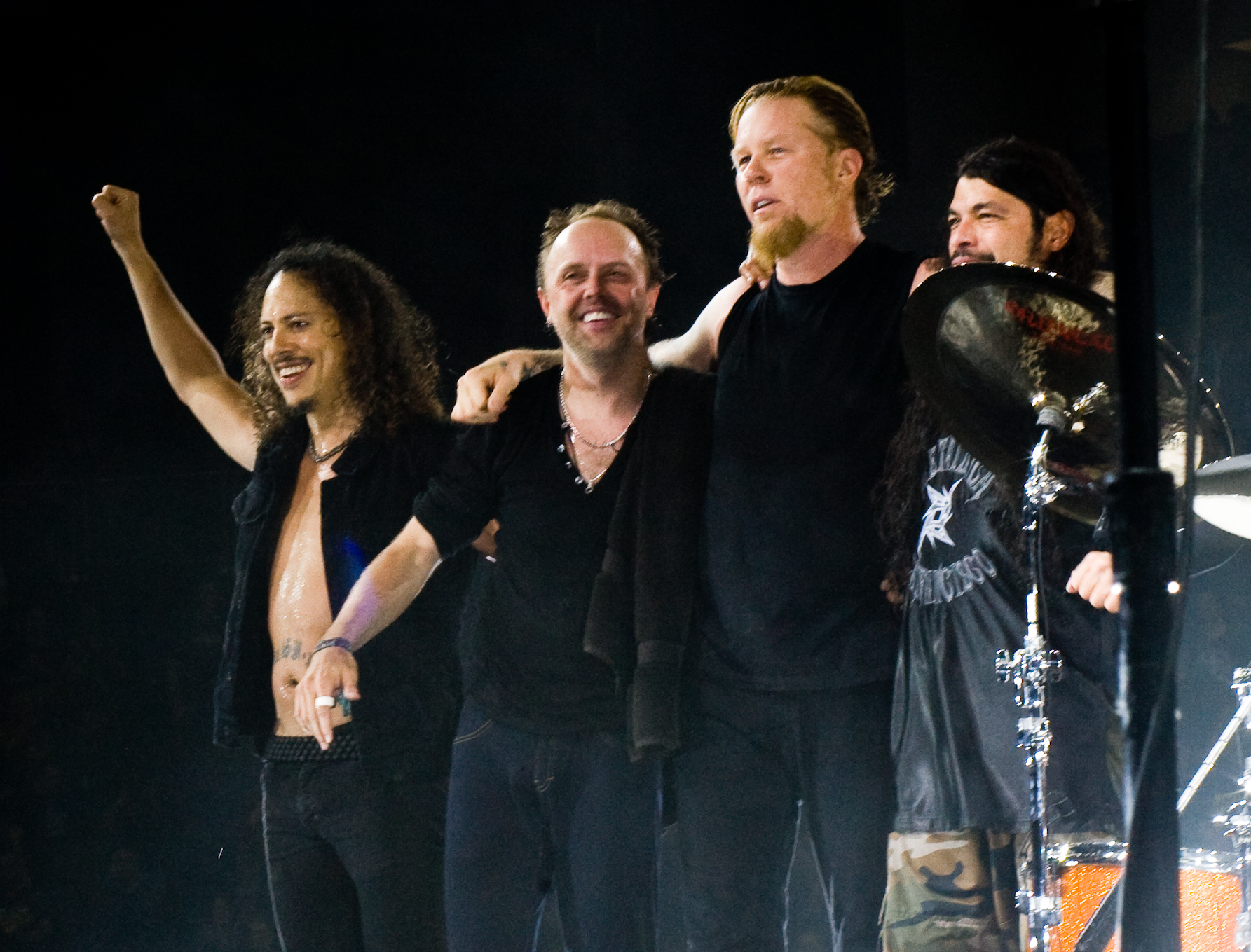
Metallica (foto) são os compositores de "Nothing Else Matters", durante The Sun Comes Out World Tour Shakira a misturou com sua canção "Despedida" e posterior lançamento durante o álbum ao vivo Live from Paris de 2011.

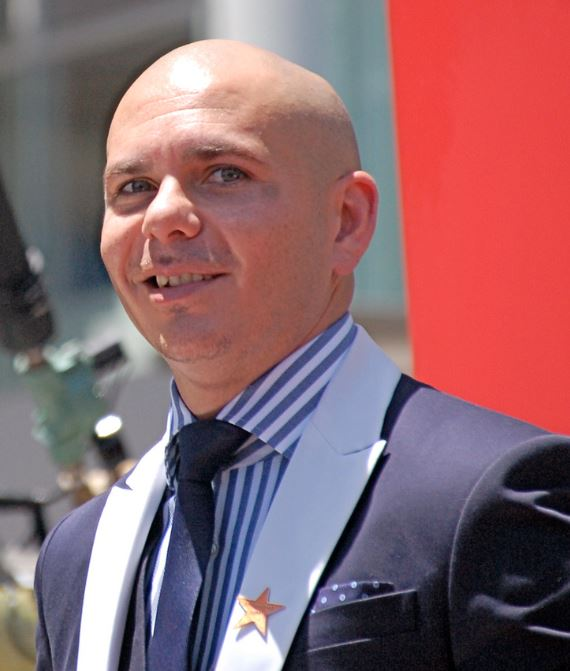
"Rabiosa" contém versões em inglês e espanhol, enquanto a versão em inglês contém a colaboração de Pitbull (foto), a versão em espanhol contém a colaboração de El Cata.

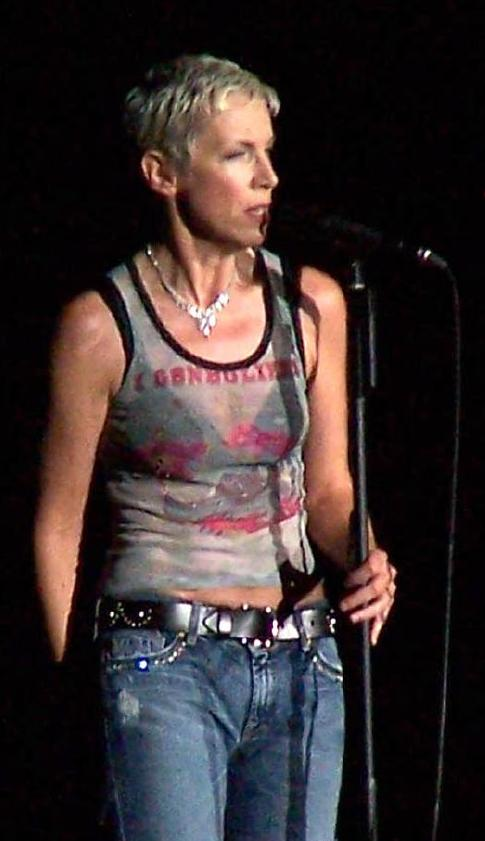
"Sing" de Annie Lennox (foto) é uma colaboração entre Lennox e vinte e três artistas femininos proeminentes e artistas, o line-up Consiste de Madonna, Anastacia, Isobel Campbell, Dido, Celine Dion, Melissa Etheridge, Fergie, Beth Gibbons, Faith Hill, Angélique Kidjo, Beverley Knight, Gladys Knight, k.d. lang, Sarah McLachlan, Beth Orton, P!nk, Bonnie Raitt, Shakira, Shingai Shoniwa, Joss Stone, Sugababes, KT Tunstall, e Martha Wainwright.

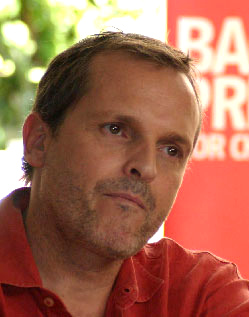
Miguel Bosé (foto) regravou sua canção "Si Tú No Vuelves" com Shakira em 2007 para lançar o mesmo ano em seu álbum Papito.

Caitlin Sanchez (foto) em sua personagem Dora the Explorer e Shakira gravaram "All Together" para a trilha sonora da série intitulada We Did It! Dora's Greatest Hits.

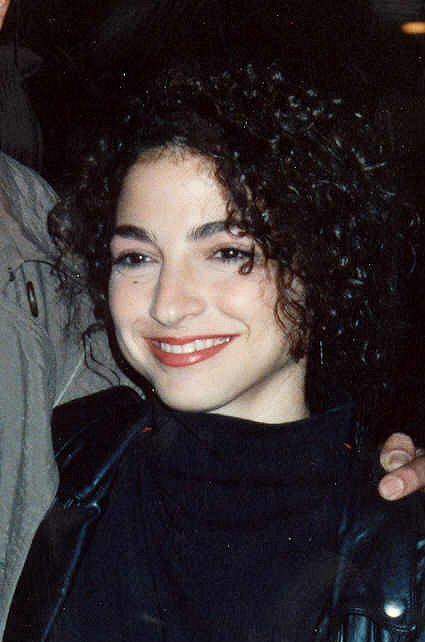
Gloria Estefan (foto) é uma das escritoras de "Whenever, Wherever" e a versão em inglês de "Ojos así".

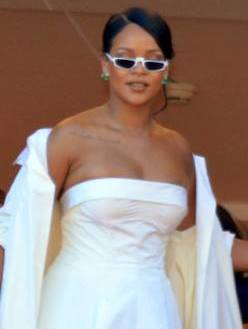
A barbadense Rihanna (foto) co-escreveu e colaborou com Shakira em "Can't Remember to Forget You".

| † | Indica single lançado             |
| ‡ | Indica single promocional lançado |

| Título da canção                                                                                          | Álbum | Compositor(es)                                                                                                 | Ano       | Ref.                 |
| --- | --- | --- | --------- | -------------------- |
| "1968" | Peligro | Shakira, Eduardo Paz                                                                                           | 1993      | [ 6 ]                |
| "23" | Shakira | Shakira, Luis Fernando Ochoa                                                                                   | 2014      | [ 7 ]                |
| "Addicted to You" †                                                                                       | Sale el Sol                                                                                                | Shakira, El Cata, Luis Fernando Ochoa, John Hill                                                               | 2010      | [ 8 ]                |
| "Always on My Mind"                                                                                       | VH1 Divas Las Vegas                                                                                        | Johnny Christopher, Mark James, Wayne Carson Thompson                                                          | 2002      |                      |
| "Amor (Celos de ti)"                                                                                      | Al Compas de un Sentimiento                                                                                | Pedro Flores                                                                                                   | 1996      | [ 9 ]                |
| "Animal City"                                                                                             | Oral Fixation Vol. 2                                                                                       | Shakira, Luis Fernando Ochoa                                                                                   | 2005      | [ 10 ]               |
| "Antes de las Seis" †                                                                                     | Sale el Sol                                                                                                | Shakira, Lester Méndez                                                                                         | 2010      | [ 8 ]                |
| "Antología"                                                                                               | Pies Descalzos                                                                                             | Shakira, Luis Fernando Ochoa                                                                                   | 1996      | [ 11 ]               |
| "Años Luz"                                                                                                | She Wolf                                                                                                   | Shakira, Jorge Drexler, Pharrell Williams                                                                      | 2009      | [ 12 ]               |
| "Ask for More"                                                                                            | — | Shakira | 2003      |                      |
| "Ay Haiti" (com vários em prol do Haiti)                                                                  | — | Carlos Jean, Dnovae                                                                                            | 2010      | [ 13 ]               |
| "Back in Black" (Live)                                                                                    | Live & off the Record                                                                                      | Angus Young, Malcolm Young, Brian Johnson                                                                      | 2004      | [ 14 ]               |
| "Beautiful Liar" †                                                                                        | B'Day (edição de luxo) Irreemplazable                                                                      | Mikkel S. Eriksen, Tor Erik Hermansen, Amanda Ghost, Ian Dench, Beyoncé Knowles                                | 2007      | [ 15 ]               |
| "Boig per Tu"                                                                                             | Shakira (Spanish/Latin American deluxe edition)                                                            | Josep Bellavista, Carlos Hernandez, Juan Clapera, Alberto Herrera                                              | 2014      | [ 7 ]                |
| "Broken Record"                                                                                           | Shakira | Shakira, Busbee                                                                                                | 2014      | [ 7 ]                |
| "Brujería"                                                                                                | Peligro | Eduardo Paz | 1993      | [ 6 ]                |
| "Can't Remember to Forget You" (part. Rihanna) †                                                          | Shakira | Shakira, John Hill, Tom Hull, Daniel Alexander, Erik Hassle, Robyn Fenty                                       | 2014      | [ 7 ]                |
| "Cazador de Amor"                                                                                         | Magia | Shakira | 1991      | [ 16 ]               |
| "Chasing Shadows"                                                                                         | Shakira (edição de luxo)                                                                                   | Sia Furler, Fernando Garibay, Greg Kurstin                                                                     | 2014      | [ 17 ]               |
| "Ciega, Sordomuda" †                                                                                      | Dónde Están los Ladrones?                                                                                  | Shakira, Estéfano Salgado                                                                                      | 1998      | [ 18 ]               |
| "Controlas Mi Destino"                                                                                    | Peligro | Shakira | 1993      | [ 6 ]                |
| "Costumes Makes the Clown"                                                                                | Oral Fixation Vol. 2                                                                                       | Shakira, Brendan Buckley                                                                                       | 2005      | [ 10 ]               |
| "Cuentas Conmigo"                                                                                         | Magia | Juanita Loboguerrero, Miguel Enrique Cubillos                                                                  | 1991      | [ 16 ]               |
| "Cut Me Deep"(part. Magic!                                                                                | Shakira | Shakira, Nasri Atweh, Mark Pellizzer, Alex Tanas, Ben Spivak, Adam Messinger                                   | 2014      | [ 7 ]                |
| "Dançando" (Ivete Sangalo com participação de Shakira)                                                    | Real Fantasia                                                                                              | Dan Kambaiah, Davi Salles, Shakira, Joel Antonio, López Castro                                                 | 2012      | [ 8 ]                |
| "Dare (La La La)" †                                                                                       | Shakira | Shakira, Lukasz Gottwald, Mathieu Jomphe-Lepine, Max Martin, Henry Walter, Raelene Arreguin, John J. Conte Jr. | 2014      | [ 7 ]                |
| "Despedida"                                                                                               | Love in the Time of Cholera                                                                                | Shakira, Pedro Aznar                                                                                           | 2008      | [ 19 ]               |
| "Devoción"                                                                                                | Sale el Sol                                                                                                | Shakira, Jorge Drexler, John Hill, Sam Endicott, Gustavo Cerati                                                | 2010      | [ 8 ]                |
| "Dia de Enero" †                                                                                          | Fijación Oral Vol. 1                                                                                       | Shakira, Lester Méndez                                                                                         | 2005      | [ 20 ]               |
| "Día Especial" (com participação de Gustavo Cerati)                                                       | Fijación Oral Vol. 1                                                                                       | Shakira, Gustavo Cerati                                                                                        | 2005      | [ 20 ]               |
| "Did It Again"                                                                                            | She Wolf                                                                                                   | Shakira, Pharrell Williams                                                                                     | 2009      | [ 12 ]               |
| "Did It Again" (remix) (com participação de Kid Cudi)                                                     | She Wolf (edição de luxo americana)                                                                        | Shakira, Pharrell Williams, Kid Cudi                                                                           | 2009      | [ 12 ]               |
| "Don't Bother" †                                                                                          | Oral Fixation Vol. 2                                                                                       | Shakira, Scott Spock, Lauren Christy, Graham Edwards, Heather Reid, Leisha Hailey                              | 2005      | [ 10 ]               |
| "Dónde Están los Ladrones?"                                                                               | Dónde Están los Ladrones?                                                                                  | Shakira, Luis Fernando Ochoa                                                                                   | 1998      | [ 18 ]               |
| "Dónde Estás Corazón?"                                                                                    | Pies Descalzos                                                                                             | Shakira, Luis Fernando Ochoa                                                                                   | 1996      | [ 11 ]               |
| "Dreams for Plans"                                                                                        | Oral Fixation Vol. 2                                                                                       | Shakira, Brendan Buckley                                                                                       | 2005      | [ 10 ]               |
| "El Último Adiós (The Last Goodbye)" (com vários artistas)                                                | — | Gian Marco, Emílio Estefan Jr.                                                                                 | 2001      | [ 21 ]               |
| "Empire" †                                                                                                | Shakira | Steve Mac, Ina Wroldsen                                                                                        | 2014      | [ 7 ]                |
| "En Tus Pupilas"                                                                                          | Fijación Oral Vol. 1                                                                                       | Shakira, Luis Fernando Ochoa                                                                                   | 2005      | [ 20 ]               |
| "Eres" | Peligro | Shakira | 1993      | [ 6 ]                |
| "Escondite Inglés"                                                                                        | Fijación Oral Vol. 1                                                                                       | Shakira | 2005      | [ 20 ]               |
| "Esta Noche Voy Contigo"                                                                                  | Magia | Miguel Enrique Cubillos                                                                                        | 1991      | [ 16 ]               |
| "Este Amor Es Lo Más Bello del Mundo"                                                                     | Peligro | Eduardo Paz | 1993      | [ 6 ]                |
| "Estou Aqui"                                                                                              | Pies Descalzos (Edição Brasileira)                                                                         | Shakira, Luis Fernando Ochoa                                                                                   | 1996      | [ 11 ]               |
| "Estoy Aquí"                                                                                              | Pies Descalzos                                                                                             | Shakira, Luis Fernando Ochoa                                                                                   | 1996      | [ 11 ]               |
| "Eterno Amor"                                                                                             | Peligro | Eddie Sierra                                                                                                   | 1993      | [ 6 ]                |
| "Eyes Like Yours (Ojos Así)"                                                                              | Laundry Service                                                                                            | Shakira, Gloria Estefan, Pablo Florez, Javier Garza                                                            | 2001      | [ 22 ]               |
| "Fool" | Laundry Service                                                                                            | Shakira, Brendan Buckley                                                                                       | 2001      | [ 22 ]               |
| "Gafas Oscuras"                                                                                           | Magia | Shakira | 1991      | [ 16 ]               |
| "Gitana"                                                                                                  | She Wolf (edição de luxo espanhola / latino-americana)                                                     | Shakira, Amanda Ghost, Ian Dench, Carl Sturken, Evan Rogers, Jorge Drexler                                     | 2009      | [ 12 ]               |
| "Give It Up to Me" (com participação de Lil Wayne)                                                        | She Wolf (edição de luxo estadunidense)                                                                    | Timothy Mosley, Shakira, Dwayne Carter, Amanda Ghost                                                           | 2009      | [ 12 ]               |
| "Good Stuff"                                                                                              | She Wolf                                                                                                   | Shakira, Pharrell Williams                                                                                     | 2009      | [ 12 ]               |
| "Gordita" (com participação de Residente Calle 13)                                                        | Sale el Sol                                                                                                | Shakira, Calle 13                                                                                              | 2010      | [ 8 ]                |
| "Gracias a la Vida" (com Juanes, Alejandro Sanz, Laura Pausini, Miguel Bosé, Beto Cuevas e Michael Bublé) | — | Violeta Parra                                                                                                  | 2010      | [ 23 ]               |
| "Gypsy"                                                                                                   | She Wolf                                                                                                   | Amanda Ghost, Shakira, Ian Dench, Carl Sturken, Evan Rogers                                                    | 2009      | [ 12 ]               |
| "Hay Amores"                                                                                              | Love in The Time of Cholera                                                                                | Shakira, Pedro Aznar                                                                                           | 2007/2008 | [ 24 ]               |
| "Hey You"                                                                                                 | Oral Fixation Vol. 2                                                                                       | Shakira, Tim Mitchell                                                                                          | 2005      | [ 10 ]               |
| "Higher Ground" (Stevie Wonder & Usher com participação de Shakira)                                       | Lincoln Memorial "We Are One"                                                                              | Stevie Wonder                                                                                                  | 2009      |                      |
| "Hips Don't Lie" (com participação de Wyclef Jean)                                                        | Oral Fixation Vol. 2                                                                                       | Wyclef Jean, Shakira, Oscar Arfanno, LaTravia Parker                                                           | 2006      | [ 10 ]               |
| "How Do You Do"                                                                                           | Oral Fixation Vol. 2                                                                                       | Shakira, Lauren Christy, Scott Spock, Graham Edwards                                                           | 2005      | [ 10 ]               |
| "I'll Stand by You" (com participação de The Roots)                                                       | Hope for Haiti Now                                                                                         | Chrissie Hynde, Tom Kelly, Billy Steinberg                                                                     | 2010      | [ 25 ]               |
| "Illegal" (com participação de Carlos Santana)                                                            | Oral Fixation Vol. 2                                                                                       | Shakira, Lester Mendez                                                                                         | 2005      | [ 10 ]               |
| "Aatini Al Nay"                                                                                           | Oral Fixation Tour                                                                                         | Fairuz, Rahbani Brothers                                                                                       | 2007      | [ 27 ]               |
| "Inevitable"                                                                                              | Dónde Están los Ladrones?                                                                                  | Shakira, Luis Fernando Ochoa                                                                                   | 1998      | [ 18 ]               |
| "Islands"                                                                                                 | Sale el Sol                                                                                                | The xx | 2010      | [ 8 ]                |
| "Je l'aime à mourir"                                                                                      | Shakira: Live from Paris                                                                                   | Francis Cabrel                                                                                                 | 2011      | [ 28 ]               |
| "King and Queen" (Wyclef Jean com participação de Shakira)                                                | Carnival Vol. II: Memoirs of an Immigrant                                                                  | Wyclef Jean, Shakira                                                                                           | 2007      |                      |
| "Knock on My Door"                                                                                        | — | Luis Fernando Ochoa, Shakira                                                                                   | 2003      |                      |
| "La Maza" (Mercedes Sosa com participação de Shakira)                                                     | Cantora | Popi Spatocco                                                                                                  | 2009      | [ 29 ]               |
| "La Pared"                                                                                                | Fijación Oral Vol. 1                                                                                       | Shakira, Lester Mendez                                                                                         | 2005      | [ 20 ]               |
| "La La La" †                                                                                              | Shakira | Shakira, Lukasz Gottwald, Mathieu Jomphe-Lepine, Max Martin, Henry Walter, Raelene Arreguin, John J. Conte Jr. | 2014      | [ 7 ]                |
| "La La La (Brasil 2014)" (com participação de Carlinhos Brown)                                            | Shakira (edição internacional de luxo físico)                                                              | Shakira, Lukasz Gottwald, Mathieu Jomphe-Lepine, Max Martin, Henry Walter, Raelene Arreguin, John J. Conte Jr. | 2014      | [ 17 ]               |
| "La La La (Brasil 2014) (Versão Espanhol)" (com participação de Carlinhos Brown)                          | Shakira (edição de luxo espanhola / latino-americana)                                                      | Shakira, Lukasz Gottwald, Mathieu Jomphe-Lepine, Max Martin, Henry Walter, Raelene Arreguin, John J. Conte Jr. | 2014      | [ 17 ]               |
| "La Tortura"                                                                                              | Fijación Oral Vol. 1                                                                                       | Shakira, Luis Fernando Ochoa                                                                                   | 2005      | [ 20 ]               |
| "Las de la Intuición"                                                                                     | Fijación Oral Vol. 1                                                                                       | Shakira, Luis Fernando Ochoa                                                                                   | 2005      | [ 20 ]               |
| "Lejos de tu Amor"                                                                                        | Magia | Pablo Tedeschi                                                                                                 | 1991      | [ 16 ]               |
| "Lo Hecho Está Hecho"                                                                                     | She Wolf                                                                                                   | Shakira, Jorge Drexler, Pharrell Williams                                                                      | 2009      | [ 30 ]               |
| "Lo Hecho Está Hecho" (com participação de Pitbull)                                                       | She Wolf (Edição de luxo espanhola/latino-americana)                                                       | Shakira, Jorge Drexler, Pharrell Williams, Armando Peréz                                                       | 2009      | [ 30 ]               |
| "Lo Imprescindible"                                                                                       | Fijación Oral Vol. 1                                                                                       | Shakira, Lester Mendez                                                                                         | 2005      | [ 20 ]               |
| "Lo Que Más"                                                                                              | Sale el Sol                                                                                                | Shakira, Albert Menéndez                                                                                       | 2010      | [ 8 ]                |
| "Loba" | She Wolf                                                                                                   | Shakira, John Hill, Sam Endicott, Jorge Drexler                                                                | 2009      | [ 12 ]               |
| "Loca" (com participação de Dizzee Rascal)                                                                | Sale el Sol                                                                                                | Shakira, El Cata, Dizzee Rascal, Armando Peréz                                                                 | 2010      | [ 8 ]                |
| "Loca" (com participação de El Cata)                                                                      | Sale el Sol                                                                                                | Shakira, El Cata, Armando Peréz                                                                                | 2010      | [ 8 ]                |
| "Loca por Ti"                                                                                             | Shakira | Shakira, Josep Bellavista, Carlos Hernandez, Juan Clapera, Alberto Herrera                                     | 2014      | [ 7 ]                |
| "Long Time"                                                                                               | She Wolf                                                                                                   | Shakira, Pharrell Williams                                                                                     | 2009      | [ 12 ]               |
| "Magia"                                                                                                   | Magia | Shakira | 1991      | [ 16 ]               |
| "Mariposas"                                                                                               | Sale el Sol                                                                                                | Shakira, Albert Menéndez                                                                                       | 2010      | [ 8 ]                |
| "Medicine" (part. Blake Shelton) ‡                                                                        | Shakira | Shakira, Hillary Lindsey, Mark Bright                                                                          | 2014      | [ 7 ]                |
| "Men in This Town"                                                                                        | She Wolf                                                                                                   | Shakira, John Hill, Sam Endicott                                                                               | 2009      | [ 12 ]               |
| "Mon Amour"                                                                                               | She Wolf                                                                                                   | Shakira, Albert Menéndez                                                                                       | 2009      | [ 12 ]               |
| "Moscas en la Casa"                                                                                       | Dónde Están los Ladrones?                                                                                  | Shakira | 1998      | [ 18 ]               |
| "Necesito de Ti"                                                                                          | Magia | Shakira | 1991      | [ 16 ]               |
| "No" (com participação de Gustavo Cerati)                                                                 | Fijación Oral Vol. 1                                                                                       | Shakira, Lester Mendez                                                                                         | 2005      | [ 20 ]               |
| "No Creo"                                                                                                 | Dónde Están los Ladrones?                                                                                  | Shakira, Luis Fernando Ochoa                                                                                   | 1998      | [ 18 ]               |
| "Nothing Else Matters/Despedida" (medley)                                                                 | Shakira: Live from Paris                                                                                   | James Hetfield, Lars Ulrich, Shakira, Pedro Aznar                                                              | 2011      | [ 28 ]               |
| "Nunca Me Acuerdo de Olvidarte" †                                                                         | Shakira | Shakira, John Hill, Tom Hull, Daniel Alexander, Erik Hassle, Robyn Fenty, Jorge Drexler                        | 2014      | [ 7 ]                |
| "Objection (Tango)"                                                                                       | Laundry Service                                                                                            | Shakira | 2001      | [ 22 ]               |
| "Obtener un Sí"                                                                                           | Fijación Oral Vol. 1                                                                                       | Shakira, Lester Mendez                                                                                         | 2005      | [ 20 ]               |
| "Octavo Día"                                                                                              | Dónde Están los Ladrones?                                                                                  | Shakira, Lester Mendez                                                                                         | 1998      | [ 18 ]               |
| "Ojos Así"                                                                                                | Dónde Están los Ladrones?                                                                                  | Shakira, Javier Garza, Pablo Florez                                                                            | 1998      | [ 18 ]               |
| "Peligro"                                                                                                 | Peligro | Eduardo Paz | 1993      | [ 6 ]                |
| "Pés Descalços"                                                                                           | Pies Descalzos (Edição brasileira)                                                                         | Shakira, Luis Fernando Ochoa                                                                                   | 1996      | [ 11 ]               |
| "Pide Más"                                                                                                | style="background: #ececec; color: grey; vertical-align: middle; text-align: center; " class="table-na"\|— | Shakira | 2003      |                      |
| "Pídeme el Sol"                                                                                           | style="background: #ececec; color: grey; vertical-align: middle; text-align: center; " class="table-na"\|— | Shakira, Luis Fernando Ochoa                                                                                   | 2003      |                      |
| "Pienso en Ti"                                                                                            | — | Shakira, Luis Fernando Ochoa                                                                                   | 1996      | [ 11 ]               |
| "Pies Descalzos, Sueños Blancos"                                                                          | Pies Descalzos                                                                                             | Shakira, Luis Fernando Ochoa                                                                                   | 1996      | [ 11 ]               |
| "Poem to a Horse"                                                                                         | Laundry Service                                                                                            | Shakira, Luis Fernando Ochoa                                                                                   | 2001      | [ 22 ]               |
| "Pure Intuition"                                                                                          | — | Shakira, Luis Fernando Ochoa                                                                                   | 2007      | [ 31 ]               |
| "Que Me Quedes Tú"                                                                                        | Laundry Service                                                                                            | Shakira, Luis Fernando Ochoa                                                                                   | 2001      | [ 22 ]               |
| "Que Vuelvas"                                                                                             | Dónde Están los Ladrones?                                                                                  | Shakira | 1998      | [ 18 ]               |
| "Quiero"                                                                                                  | Pies Descalzos                                                                                             | Shakira, Luis Fernando Ochoa                                                                                   | 1996      | [ 11 ]               |
| "Quince Años"                                                                                             | Peligro | Shakira | 1993      | [ 6 ]                |
| "Rabiosa" (com participação de El Cata)                                                                   | Sale el Sol                                                                                                | Shakira, Pitbull, El Cata                                                                                      | 2010      | [ 8 ]                |
| "Rabiosa" (com participação de Pitbull)                                                                   | Sale el Sol                                                                                                | Shakira, Pitbull, El Cata                                                                                      | 2010      | [ 8 ]                |
| "Ready for the Good Times"                                                                                | Laundry Service                                                                                            | Shakira, Lester Mendez                                                                                         | 2001      | [ 22 ]               |
| "Rules"                                                                                                   | Laundry Service                                                                                            | Shakira, Lester Mendez                                                                                         | 2001      | [ 22 ]               |
| "Sale el Sol"                                                                                             | Sale el Sol                                                                                                | Shakira, Luis Fernando Ochoa                                                                                   | 2010      | [ 8 ]                |
| "Se Quiere, Se Mata"                                                                                      | Pies Descalzos                                                                                             | Shakira, Luis Fernando Ochoa                                                                                   | 1996      | [ 11 ]               |
| "Será, Será (Las Caderas no Mienten)" (com participação de Wyclef Jean)                                   | Oral Fixation Vol. 2 (Edição de luxo espanhola/latino-americana)                                           | Shakira, Jerry Duplessis, Wyclef Jean                                                                          | 2006      | [ 10 ]               |
| "She Wolf"                                                                                                | She Wolf                                                                                                   | Shakira, John Hill, Sam Endicott                                                                               | 2009      | [ 12 ]               |
| "Sing" (Annie Lennox com vários artistas)                                                                 | Songs of Mass Destruction                                                                                  | Annie Lennox                                                                                                   | 2007      | [ 5 ]                |
| "Si Te Vas"                                                                                               | Dónde Están los Ladrones?                                                                                  | Shakira, Luis Fernando Ochoa                                                                                   | 1998      | [ 18 ]               |
| "Si Tú No Vuelves" (Miguel Bosé com participação de Shakira)                                              | Papito | Lanfranco Ferrario, Massimo Grilli, Miguel Bosé                                                                | 2007      | [ 32 ]               |
| "Sombra de Ti"                                                                                            | Dónde Están los Ladrones?                                                                                  | Shakira, Luis Fernando Ochoa                                                                                   | 1998      | [ 18 ]               |
| "Something"                                                                                               | Oral Fixation Vol. 2                                                                                       | Shakira, Luis Fernando Ochoa                                                                                   | 2005      | [ 10 ]               |
| "Somos El Mundo 25 Por Haiti" (com vários artistas)                                                       | — | Michael Jackson, Lionel Richie, Emilio Estefan, Gloria Estefan                                                 | 2010      | [ 33 ] [ 34 ]        |
| "Spotlight"                                                                                               | Shakira | Shakira, Hillary Lindsey, Mark Bright                                                                          | 2014      | [ 7 ]                |
| "Spy" (com participação de Wyclef Jean)                                                                   | She Wolf                                                                                                   | Shakira, Wyclef Jean                                                                                           | 2009      | [ 30 ]               |
| "Sueños"                                                                                                  | Magia | Shakira | 1991      | [ 16 ]               |
| "Suerte"                                                                                                  | Laundry Service                                                                                            | Shakira, Gloria Estefan, Tim Mitchell                                                                          | 2001      | [ 22 ]               |
| "That Way"                                                                                                | Shakira (Deluxe edition)                                                                                   | Shakira, Olivia Waithe, Roy Battle                                                                             | 2014      | [ 17 ]               |
| "The One Thing"                                                                                           | Shakira | Shakira, Nasri Atweh                                                                                           | 2014      | [ 7 ]                |
| "Te Aviso, Te Anuncio (Tango)"                                                                            | Laundry Service                                                                                            | Shakira | 2001      | [ 22 ]               |
| "Te Dejo Madrid"                                                                                          | Laundry Service                                                                                            | Shakira, Tim Mitchell, George Noriega                                                                          | 2001      | [ 22 ]               |
| "Te Espero Sentada"                                                                                       | Pies Descalzos                                                                                             | Shakira | 1996      | [ 11 ]               |
| "Te Lo Agradezco, Pero No" (Alejandro Sanz com participação de Shakira)                                   | El Tren de los Momentos                                                                                    | Alejandro Sanz                                                                                                 | 2007      | [ 35 ]               |
| "Te Necesito"                                                                                             | Pies Descalzos                                                                                             | Shakira, Luis Fernando Ochoa                                                                                   | 1996      | [ 11 ]               |
| "The Day and the Time" (featuring Gustavo Cerati)                                                         | Fijación Oral Vol. 1                                                                                       | Gustavo Cerati, Shakira, Luis Fernando Ochoa                                                                   | 2005      | [ 20 ]               |
| "The One"                                                                                                 | Laundry Service                                                                                            | Shakira, Glen Ballard                                                                                          | 2001      | [ 22 ]               |
| "Timor"                                                                                                   | Oral Fixation Vol. 2                                                                                       | Shakira | 2005      | [ 10 ]               |
| "Todo Para Ti" (Michael Jackson featuring various artists)                                                | — | Michael Jackson, Rubén Blades                                                                                  | 2003      | [ 36 ] [ 37 ] [ 38 ] |
| "Todos Juntos" (Dora the Explorer com participação de Shakira)                                            | We Did It! Dora's Greatest Hits                                                                            | Shakira | 2010      | [ 39 ]               |
| "Tú" | Dónde Están los Ladrones?                                                                                  | Shakira, Dylan O'Brien                                                                                         | 1998      | [ 18 ]               |
| "Tu Boca"                                                                                                 | Sale el Sol                                                                                                | Shakira, Jorge Drexler, Gustavo Cerati, Tim Mitchell                                                           | 2010      | [ 8 ]                |
| "Tú Serás la Historia de Mi Vida"                                                                         | Peligro | Desmond Child                                                                                                  | 1993      | [ 6 ]                |
| "Último Momento"                                                                                          | Peligro | Eduardo Paz | 1993      | [ 6 ]                |
| "Um Pouco De Amor" (com Howard Glasford)                                                                  | Pies Descalzos                                                                                             | Shakira, Luis Fernando Ochoa                                                                                   | 1996      | [ 11 ]               |
| "Un Poco de Amor"                                                                                         | Pies Descalzos (Edição brasileira)                                                                         | Shakira, Luis Fernando Ochoa                                                                                   | 1996      | [ 11 ]               |
| "Unavoidable"                                                                                             | — | Shakira, Luis Fernando Ochoa                                                                                   | 2003      |                      |
| "Underneath Your Clothes"                                                                                 | Laundry Service                                                                                            | Shakira, Lester Mendez                                                                                         | 2001      | [ 22 ]               |
| "Vuelve"                                                                                                  | Pies Descalzos                                                                                             | Shakira, Luis Fernando Ochoa                                                                                   | 1996      | [ 11 ]               |
| "Waka Waka (Esto es África)" (com Freshlyground)                                                          | Listen Up! The Official 2010 FIFA World Cup Album                                                          | Shakira, John Hill, Freshlyground, Golden Sounds                                                               | 2010      | [ 40 ]               |
| "Waka Waka (This Time for Africa)" (participação de Freshlyground)                                        | Listen Up! The Official 2010 FIFA World Cup Album                                                          | Shakira, John Hill, Freshlyground, Golden Sounds                                                               | 2010      | [ 40 ]               |
| "Waka Waka (Esto es África)" (K-Mix)                                                                      | Sale el Sol                                                                                                | Shakira, John Hill, Freshlyground, Golden Sounds                                                               | 2010      | [ 40 ]               |
| "Waka Waka (This Time for Africa)" (K-Mix)                                                                | Listen Up! The Official 2010 FIFA World Cup Album                                                          | Shakira, John Hill, Freshlyground, Golden Sounds                                                               | 2010      | [ 40 ]               |
| "What More Can I Give" (Michael Jackson apresentando vários artistas)                                     | — | Michael Jackson                                                                                                | 2003      | [ 36 ] [ 37 ] [ 38 ] |
| "Whenever, Wherever"                                                                                      | Laundry Service                                                                                            | Shakira, Gloria Estefan, Tim Mitchell                                                                          | 2001      | [ 22 ]               |
| "Why Wait"                                                                                                | She Wolf                                                                                                   | Shakira, Pharrell Williams                                                                                     | 2009      | [ 30 ]               |
| "Your Embrace"                                                                                            | Oral Fixation Vol. 2                                                                                       | Shakira, Tim Mitchell                                                                                          | 2005      | [ 10 ]               |

## Outras canções executadas
| Título                              | Escritor                                    | Performances ao vivo                           | Ano  |       |
| ----------------------------------- | ------------------------------------------- | ---------------------------------------------- | ---- | ----- |
| "Alfonsina y el Mar"                | Mercedes Sosa                               | Tour Anfibio                                   | 2000 |       |
| "La Gota Fría" (com Carlos Vives)   | Emiliano Zuleta Baquero                     | Concerto de caridade                           | 2008 |       |
| "Santa Baby"                        | Joan Javits, Philip Springer, Tony Springer | Christmas concert                              | 2009 |       |
| "Solo Le Pido a Dios"               | León Gieco                                  | Unidos Por Haití (Charity concert)             | 2010 |       |
| "Te Olvide" (com Joe Arroyo)        | Antonio María Peñaloza                      | Oral Fixation Tour (em Barranquilla)           | 2007 |       |
| "País Tropical" (com Ivete Sangalo) | Jorge Ben                                   | The Sun Comes Out World Tour (no Rock in Rio)  | 2011 |       |
| "You Don't Care About Me"           | Shakira                                     | Nasri Atweh, Adam Messinger, Chantal Kreviazuk | 2014 | [ 7 ] |

## Músicas inéditas
| - "Africa" - "Anywhere Everywhere" - "Bad Weather" - "Enough Heaven to Cry" - "Come Down Love" - "Entre Tus Brazos" - "I Don't Wanna Feel" - "I'm Here" (versão em inglês de "Estoy Aquí") - "If Life Is a River" - "Inevitable (versão em inglês)" - "Make You Blue" - "No Joke" - "One" - "Our Image" | - "Peace on Earth" - "Pecame" - "Prefiero" - "Quiero Más" - "Resignación" (Re-gravada pela cantora espanhola Ainhoa Cantalapiedra em seu álbum de estréia Natural Essence) - "Roll with It" - "Send Me an Angel" - "The Border" (participação de Wyclef Jean) - "There's a Time" - "Understanding" - "Vamos" - "When You're Gone" - "Confection (part. Gwen Stefani)" |